# Metilpropà
El metilpropà o isobutà és un compost orgànic que pertany al grup dels alcans amb la fórmula C₄H10, isòmer del butà.
A causa del deteriorament de la capa d'ozó s'ha incrementat l'ús de l'isobutà en sistemes de refrigeració i com a propel·lent, en substitució dels clorofluorocarbonis. Es fa servir isobutà com a matèria primera en la indústria petroquímica, per exemple en la síntesi de l'isooctà.